# Jeffrey Lurie

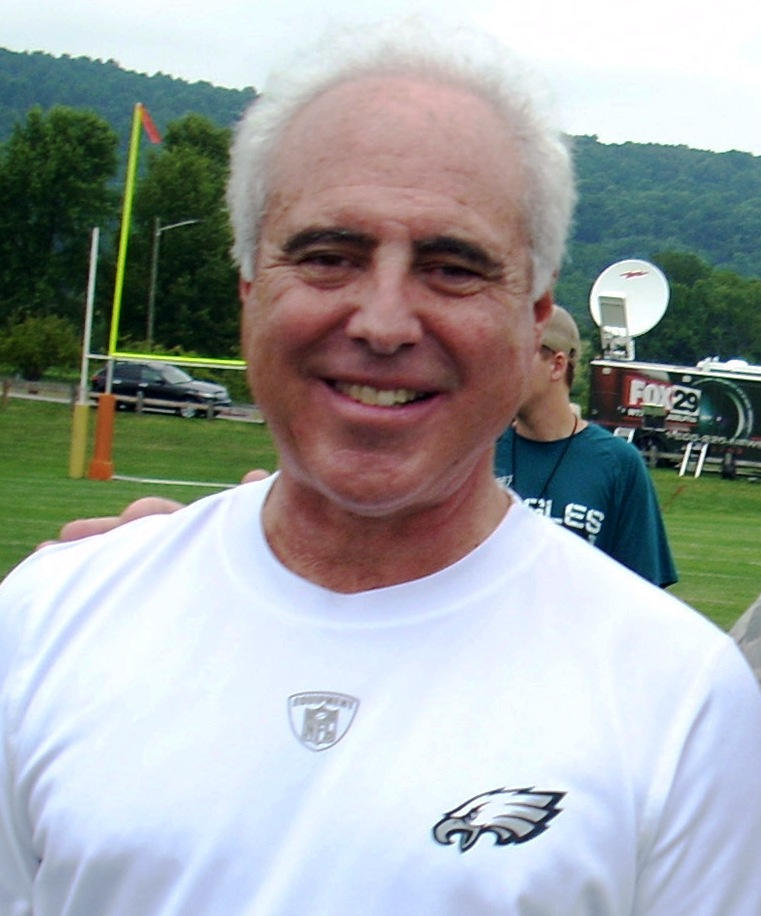
Jeffrey Lurie (2010)

Jeffrey Lurie (* 8. September 1951) ist ein US-amerikanischer Unternehmer und Besitzer des American-Football-Teams Philadelphia Eagles, das in der NFL spielt.

## Leben
Jeffrey Lurie erreichte einen Abschluss an der Clark University, einen Abschluss in Psychologie an der Boston University und einen Abschluss an der Brandeis University. Im Jahr 1983 stieg er in die General Cinema Corporation ein, einem Filmunternehmen das von seinem Großvater gegründet wurde. Anschließend gründete er im Jahr 1985 die Film-Firma Chestnut Hill Productions.
Jeffrey Lurie ist zum zweiten Mal verheiratet. Er hat zwei Kinder aus erster Ehe.

## Vermögen
Jeffrey Lurie ist Milliardär. Gemäß der Forbes Liste 2024 beträgt sein Vermögen ca. 4,6 Milliarden US-Dollar. Damit belegt er Platz 624 auf der Forbes-Liste der reichsten Menschen der Welt.

## Autismusforschung
Im Juni 2025 gab Lurie bekannt, dass er 50 Millionen Dollar an das Children’s Hospital of Philadelphia und Penn Medicine, einer klinischen und Forschungseinrichtung der University of Pennsylvania, spendet, um eine gemeinsame Initiative zur Erforschung von Autismus-Spektrum-Störungen ins Leben zu rufen. Nach seinen Angaben setzt sich seine Familie schon seit Jahrzehnten für die Autismusforschung und -aufklärung ein. Ein Bruder Luries ist Autist und ihre Mutter ist schon seit Jahrzehnten eine Hauptinvestorin in Autismusforschung, so hat sie bereits 1977 die Nancy Lurie Marks Family Foundation (NLMFF) zur Unterstützung von Autisten gegründet.
Laut Pressemitteilungen handelt es sich bei der 50-Millionen-Dollar-Spende, mit der das Lurie Autism Institute (LAI) ins Leben gerufen wird, um die „größte Einzelspende an akademische medizinische Zentren in den USA, die sich auf Autismusforschung über die gesamte Lebensspanne hinweg konzentrieren“.